# フツ・パワー
フツ・パワー (英: Hutu Power, 仏: pouvoir hutu, pouvoir par les hutu, フトゥに権力を) は、過激派フツおよびアカズと呼ばれるハビャリマナ政権中枢の有力者らにより提起されたフツ至上主義からなるイデオロギーである。このイデオロギーは、1994年のルワンダ虐殺においてツチや穏健派フツへの虐殺を招く要因となった。

## 歴史的背景
近年の研究では、フツとツチは宗教、言語、文化に差異が無く、また互いの民族間で婚姻がなされていたこと、19世紀まで両民族間の区分は甚だ曖昧なものであったこと、さらにはツチがフツよりも後から移住してきたという言語学的・考古学的証拠が無いことから、この民族はもともと同一のものであったのが、次第に牧畜民と農耕民へ分化したのではないかと考えられている。牧畜を行うツチは、農耕民であったフツや狩猟民であったトゥワと比較して資産的に有利であり、そのために高い社会的地位を得るようになっていった結果として、ムワミと呼ばれるツチの王が支配するルワンダ王国が15世紀頃に形成された。ただし、このルワンダ王国は現在のルワンダ全土を治めていたわけではなく、王権が十分に届いていなかった地域ではルワンダ王国に属さないフツの独自の国も存在していたことが知られている。
しかし、特に、ジョン・ハニング・スピークなどのヨーロッパ人著作家は、自身の書籍で"ツチは「ハム系民族」に起源を持ち、現在のエチオピアに該当する地域からこの地域へ侵入したナイル系民族 (en:Nilotic) で、「ネグロイド」のバントゥー系民族に属するフツに文明をもたらしたのだ"とする『ハム仮説』強く主張した。後に植民地化を行うドイツやベルギーはルワンダの状況をハム仮説に基づいて解釈し、最も優れた民族であるツチ（牧畜民族）が、劣ったフツ（農耕民族）や、最も劣ったトゥワ（狩猟民族）を支配していると理解した。その結果として、植民地当局はツチを間接統治者とし、フツとトゥワを支配させた。さらに1930年代にはベルギー植民地当局がIDカード制を導入し、ツチとフツの民族を完全に隔てたものとして固定を行い、民族の区分による統治システムを完成させることで、後のルワンダ虐殺の遠因となる二つの民族を確立した。

### ベルギーの政策転換
植民地時代初期はハム仮説に従いツチを優遇していたベルギーであったが、第二次世界大戦を経て1950年代半ば頃になるとフツを支持する方針へと変化していった。この方針変化には、急進的な独立を求めるツチに対するベルギー人の反発や、ベルギーの多数派であるフラマン人 (en:Flemish people) がかつて少数派のワロン人に支配されていたという歴史的経緯に由来するフツへの同情、多数派であるフツを支持することによるルワンダの安定化などの考えがあったとされる。また、1960年にはベルギーの植民地であったザイール（現コンゴ民主共和国）は独立を遂げ、パトリス・ルムンバが初代首相となるが、独立直後からコンゴ動乱が発生。翌年1月にはルムンバが殺害されたためにベルギー当局は国際社会から激しい非難を受け、ルワンダの独立も国連の圧力により急速に進められていくこととなった。なお、ルワンダ現地の責任者であったギヨーム・ロジスト (en:Guillaume Logiest) 大佐はフツ側に肩入れし、1960年には普通選挙を行ってフツの影響力を大きく拡大させた。

## フツ・パワーの形成
フツ出身の大統領であるグレゴワール・カイバンダは、権力を保持するためにフツ-ツチ間の対立を利用した。カイバンダ大統領を含めたフツ急進論者らは、ハム仮説を逆に利用してツチは他の地域から移住してきた部外者・侵略者であると主張した。一部のフツ急進論者はハム仮説を根拠に、ツチはアビシニアへ帰るべきだとすら主張した。この、ルワンダがツチに"侵略"される以前のルワンダを理想とし、フツのみで構成され、フツにより支配が行わるルワンダを求めたものが、フツ・パワー形成の始まりである。

## ハビャリマナ政権時代
1973年、植民地化時代以前に半自治を行っていたフツ王国居住者の子孫であるルワンダ北部のより急進的な人々の支持を受け、国防警察省大臣であったジュベナール・ハビャリマナが無血クーデターによりグレゴワール・カイバンダ大統領を打倒した。 このハビャリマナ政権はツチが政治活動を行わない限り弾圧を行わず、またクウォータ制によりツチに一定の社会進出を認めたため、この1970年代から1980年代後半までは比較的安定した状況が続いた。
しかし、1980年代後半の著しい経済の悪化や、1990年のルワンダ愛国戦線による侵攻が始まると（ルワンダ紛争）、ハビャリマナ率いるルワンダ政府はツチ-フツ間の対立を煽る方向に政策をシフトしていった。

## フツ・パワーの高まり
1990年以降、ルワンダ政府中枢のフツ過激派を中心として、かつてのカイバンダ政権時代に主張されていたフツ・パワーが再び取り上げられるようになった。ハッサン・ンゲゼ (en:Hassan Ngeze) は、ルワンダ政府に批判的なツチ系の雑誌『カングカ』を真似た『カングラ』を創刊して同誌の編集長となったが、これはアカズからの指示を受けて行われたことが明らかとなっている。この『カングラ』は、政府に対する一応の批判を行いつつも、主たる目的はツチに対する侮蔑感情の煽動であった。また、この雑誌のツチに対する攻撃姿勢は、植民地時代以前の経済的優遇を非難することよりも、ツチという民族そのものを攻撃することが中心となっていた。この、急進派のフツ・パワーを主張する雑誌の言論を代表するものとしては、ンゲゼにより執筆された「フツの十戒」がある。悪名高きこの「フツの十戒」は、ツチに対する個人的対応や社会的対応、フツはツチを如何に扱うべきか等を扱ったもので、その内容からフツ・パワーイデオロギーの公式理念と呼ばれ、学校や政治集会などの様々な場面で読み上げられたことが知られている。
また、ミルコリンヌ自由ラジオ・テレビジョン (en:Radio Télévision Libre des Mille Collines : RTLM) は、フツ過激派が国営のラジオ・ルワンダから排斥されて以降、フツ過激派によるヘイトスピーチの拠点となっていたラジオ局であった。同局は、ツチに対する寛容さを無くすよう主張し、フツの十戒を繰り返し報道し、フツ・パワーのイデオロギー確立を目的とした偏向報道を行った。さらに、後のルワンダ虐殺勃発時には、アカズを含めたフツ過激派にとって政治的、社会的に脅威であると想定されたツチを根絶やしにするため、人々を動員し、虐殺へと煽動した。さらに、政治家であったレオン・ムゲセラ (en:Léon Mugesera) は、同ラジオで演説を行い、聴衆に向かって「恐れないで下さい。そして、あなたが他の誰かの首を落とさないことは、他の誰かがあなたの首を落とすことに繋がるだろうということを知って下さい。…（中略）…彼らに荷物をまとめさせ、出発させて、そして（彼らが再び）会話をするためにこの地へ戻ったり、彼らが旗であると主張するゴミクズを再び持ち込んだりする行為は唯の一人として行わせない!」と訴えかけた。
また同ラジオ局はツチに言及する場合、ルワンダ語でゴキブリを意味するイニェンジ(inyenzi) の語を広く用いていたことが知られている。

## ジェノサイドの誘発
1992年、極端なフツ至上主義を主張する共和国防衛同盟 (CDR) が開発国民革命運動から分離する形で結成された。この共和国防衛同盟およびフツ過激派らは、ルワンダ政府がルワンダ愛国戦線とアルーシャ協定成立に向け議論を行うことに反対し、後に共和国防衛同盟が排斥された形で同協定が成立すると、ハビャリマナ大統領はツチやアガト・ウィリンジイマナ首相を含めた穏健派フツに操られていると非難した。そして、1994年4月6日にハビャリマナ大統領が何者かに暗殺されると、フツ・パワーに属する多くの者はこれがツチ過激派による犯行であると考え、インテラハムウェを始めとする民兵組織や一般大衆の動員を行い、ツチや穏健派フツが殺害されるルワンダ虐殺が勃発することとなった。

## ジェノサイド終結後
1994年7月、ルワンダ愛国戦線により政府軍の全拠点が制圧され、戦争終結宣言が行われた。その後、フツ・パワーを主張し虐殺に関与したジェノシデールは逮捕されるか、または難民としてコンゴ民主共和国、ウガンダ、タンザニアなどの近隣諸国へ逃亡した。この逮捕された者のうち、ジェノサイドの指導者層およびジェノサイドの組織化を行った者たちは、タンザニアのアルーシャに設置されたルワンダ国際戦犯法廷で裁判を受けることとなった。また、虐殺に参加した者や、ツチの隣人の所有物を奪うなどして利益を得た者は2001年以降、ルワンダ国内の一般住民によるガチャチャにて裁判が行われることとなった。なお、カングラの編集長であったンゲゼは懲役35年となり、ムゲセラは逃亡先のカナダから国外追放され、現在裁判中である。